# Liste der Monuments historiques in Grenant-lès-Sombernon
Die Liste der Monuments historiques in Grenant-lès-Sombernon führt die Monuments historiques in der französischen Gemeinde Grenant-lès-Sombernon auf.

## Liste der Objekte
| Bezeichnung | Beschreibung                                       | Standort                                     | Kennzeichnung | Schutzstatus | Datum | Bild |
| ----------- | -------------------------------------------------- | -------------------------------------------- | ------------- | ------------ | ----- | ---- |
| Pietà       | Kalkstein, ehemals farbig gefasst, 16. Jahrhundert | in der Kirche Assomption-de-la-Vierge (Lage) | PM21001293    | Classé       | 1923  |      |